# Elia Gorini
Elia Gorini (Sassocorvaro, 30 ottobre 1981) è un giornalista sammarinese.

## Biografia
Vice Caporedattore allo Sport della redazione sportiva di San Marino RTV ha iniziato come radiocronista per Radio San Marino per il programma Radio Stadio nel 1996 con la partita Domagnano - San Giovanni. Curatore e conduttore dei programmi Tele Stadio e PassioneCalcio è attualmente il presidente della Associazione Sammarinese Stampa Sportiva (ASSS) . Da calciatore ha vestito le maglie anche di La Fiorita, Società Sportiva Pennarossa, Società Polisportiva Tre Fiori e Società Polisportiva Tre Penne Futsal. 
È giurato per San Marino per il premio Pallone d'Oro di France Football  e per il The Best FIFA Football Awards. Ha curato il libro Il Calcio Sammarinese 2012-2016: trent'anni di Nazionali, pubblicazione che racconta il calcio di San Marino nel quadriennio. Dal 2005 è il corrispondente  di San Marino per la UEFA. Nell'ambito della letteratura dedicata al calcio di San Marino cura anche il libro "Il Calcio Sammarinese 2016-2021: i nostri primi 90 anni". La nona pubblicazione in ordine di tempo della Federazione Sammarinese Giuoco Calcio è presentata in anteprima ai Capitani Reggenti.